# Bingöl
Pour les articles homonymes, voir Bingöl (homonymie).
Bingöl (Çewlîg en kurde, Çolıg en zazaki, Tchapakchour ou Djabaghtchour (Ճապաղջուր) en arménien) est une ville de Turquie, préfecture de la province du même nom. La ville et sa province sont à majorité kurde.

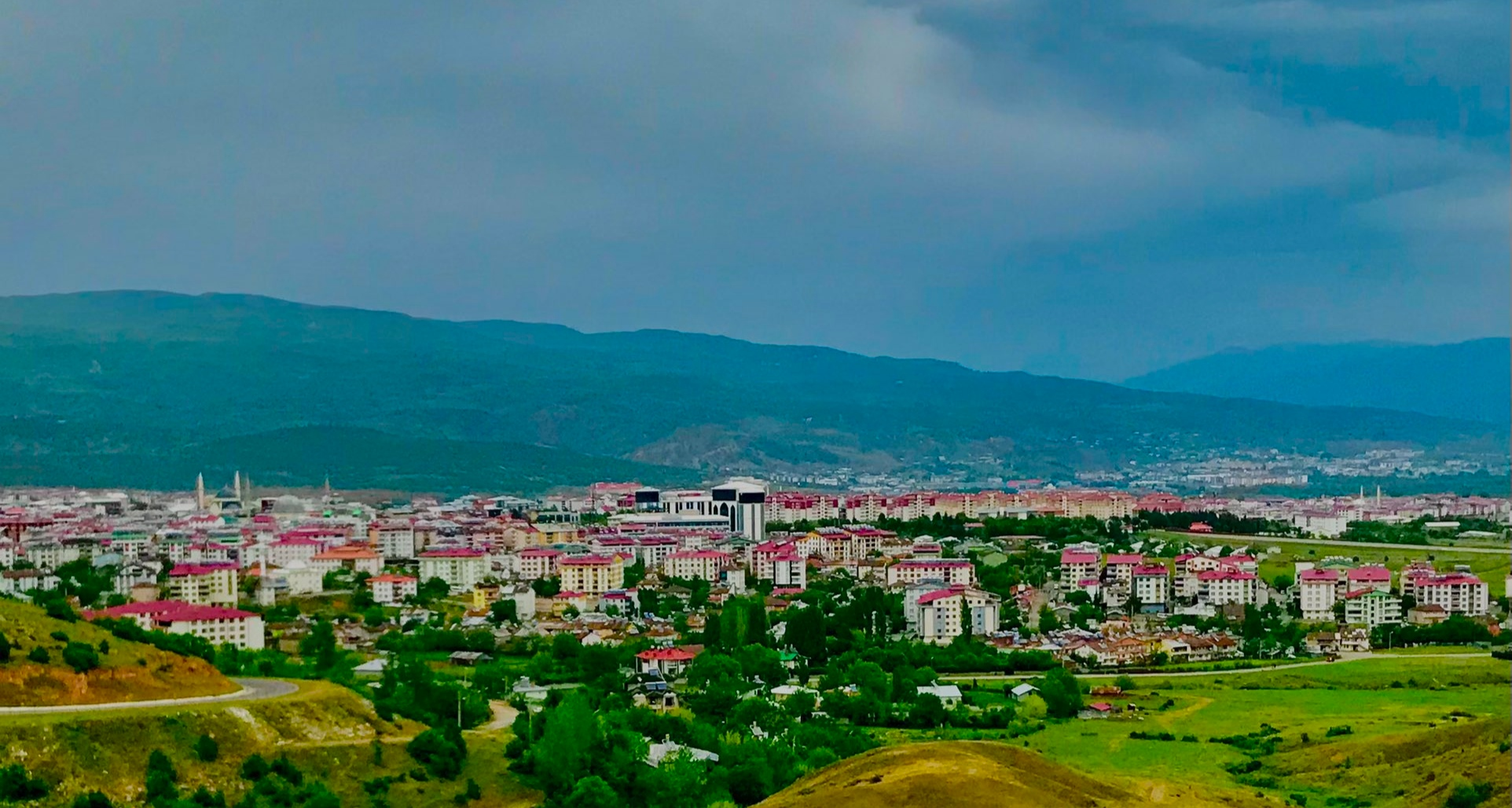
Une vue du centre-ville de Bingöl

## Éducation
- Université de Bingöl